# شینگو کانموتو
شینگو کانموتو (انگلیسی: Shingo Kanemoto; ۱۲ اکتبر ۱۹۳۲ – ۲۴ فوریهٔ ۱۹۹۱) بازیگر، و صداپیشه اهل ژاپن بود.